# Béni Saf
Beni Saf là một đô thị thuộc tỉnh Aïn Témouchent, Algérie. Dân số thời điểm năm 2002 là 39.668 người.